# Petya và cô bé quàng khăn đỏ
Petya và cô bé quàng khăn đỏ (tiếng Nga: Петя и Красная Шапочка) là một bộ phim hoạt hình của đạo diễn Vladimir Suteyev, do Yevgeny Raykovsky và Boris Stepantsev dựng kịch bản, được trình chiếu lần đầu năm 1958.
Truyện phim phỏng theo truyện ngắn Cô bé quàng khăn đỏ của nhà văn Charles Perrault.

## Nội dung
Cậu bé Petya Ivanov vô tình rơi vào bộ phim hoạt hình Cô bé quàng khăn đỏ. Trông thấy con sói xám đang lừa dối cô bé cả tin, Petya đã liều mạng sống để cứu bà ngoại và cháu gái để chứng tỏ bản lĩnh của một đội viên Thiếu niên Tiền phong.

## Ê-kíp thực hiện
- Soạn lời ca khúc: Yevgeny Agranovich
- Âm thanh: Boris Filchikov